# Massimo Bruno
Massimo Bruno (Boussu, 1993. szeptember 17. –) belga korosztályos válogatott labdarúgó, a KV Kortrijk játékosa.

## Család
Olasz szülők gyermeke, édesanyja nápolyi, míg apja szicíliai. Ő pedig Belgiumban Hainaut tartományban született, Boussu városában.

## Pályafutása
Az RSB Frameries csapatában kezdte a labdarúgás alapjait, majd a RAEC Mons csapatának ifjúsági csapataiban szerepelt. 2002-ben az RSC Anderlecht akadémiájának lett a játékosa, ahol Frédéric Peiremans szakmai stábja alatt dolgozott. Tizenkét évesen súlyos sarok sérülést szenvedett, ami következtében a 4 hónap kényszer pihenő várt rá. 2006-ban elhagyta az Anderlecht csapatát és visszatért egykori nevelőegyesületéhez a Monshoz. 2009-ben a Sporting Charleroi akadémiájára került és itt lett profi labdarúgó. 2011. március 23-án debütált a belga első osztályban a Cercle Brugge csapata ellen.
A következő szezonban hároméves szerződést kötött az egykori nevelőegyesületével az Anderlechttel. 2012. augusztus 12-én debütált régi-új klubjában a Cercle Brugge ellen a 85. percben váltotta Dieumerci Mbokanit. Egy hónappal később a KRC Genk ellen 2-2-s döntetlennel záruló bajnoki mérkőzésen megszerezte első gólját a klub színeiben. Az angol Liverpool FC és a Tottenham Hotspur is érdeklödőt iránta, de Bruno kijelentette, hogy marad Belgiumban. A következő két szezonban a Bajnokok Ligájában is alapembere volt a klubjának.
2014 nyarán elhagyta Belgiumot és Németországba az RB Leipzig csapatába igazolt 5 millió euróért 2019 júliusáig. Az új klubja rögtön kölcsönadta a testvércsapat Red Bull Salzburgnak, amely csapat az osztrák Bundesliga címvédője. 2016. augusztus 30-án kölcsönbe visszatért korábbi klubjához az RSC Anderlechthez. 2018. augusztus 31-én szerződtette Charleroi csapata. 2021. augusztus 14-én a török Bursaspor játékosa lett.
2021. augusztus 14-én szerződtette a Bursaspor. Augusztus 23-án gólpasszal mutatkozott be a BB Erzurumspor ellen 2–1-re elvesztett bajnoki találkozón. Szeptember 15-én az első bajnoki gólját is megszerezte a Samsunspor ellen 4–1-re megnyert mérkőzésen. 2022. június 29-én hároméves szerződést írt alá a belga KV Kortrijk csapatával.

## Statisztika
| Klub               | Szezon           | Bajnokság | Bajnokság | Kupa  | Kupa | Nemzetközi | Nemzetközi | Egyéb | Egyéb | Összesen | Összesen |
| Klub               | Szezon           | Mérk.     | Gól       | Mérk. | Gól  | Mérk.      | Gól        | Mérk. | Gól   | Mérk.    | Gól      |
| ------------------ | ---------------- | --------- | --------- | ----- | ---- | ---------- | ---------- | ----- | ----- | -------- | -------- |
| Sporting Charleroi | 2010–11          | 1         | 0         | 0     | 0    | —          | —          | —     | —     | 1        | 0        |
| Anderlecht         | 2011–12          | 0         | 0         | 0     | 0    | 0          | 0          | —     | —     | 0        | 0        |
| Anderlecht         | 2012–13          | 33        | 7         | 5     | 1    | 6          | 0          | 0     | 0     | 44       | 8        |
| Anderlecht         | 2013–14          | 36        | 10        | 2     | 4    | 3          | 1          | 1     | 1     | 42       | 16       |
| Anderlecht         | Összesen         | 69        | 17        | 7     | 5    | 9          | 1          | 1     | 1     | 86       | 24       |
| Red Bull Salzburg  | 2014–15          | 24        | 6         | 4     | 1    | 11         | 1          | —     | —     | 39       | 8        |
| Red Bull Salzburg  | Összesen         | 24        | 6         | 4     | 1    | 11         | 1          | 0     | 0     | 39       | 8        |
| RB Leipzig         | 2015–16          | 24        | 2         | 2     | 0    | —          | —          | —     | —     | 0        | 0        |
| RB Leipzig         | 2016–17          | 1         | 0         | 0     | 0    | —          | —          | —     | —     | 0        | 0        |
| RB Leipzig         | Összesen         | 25        | 2         | 2     | 0    | 0          | 0          | 0     | 0     | 27       | 2        |
| Anderlecht         | 2016–17          | 8         | 0         | 1     | 0    | 3          | 2          | —     | —     | 12       | 2        |
| Anderlecht         | Összesen         | 8         | 0         | 1     | 0    | 3          | 2          | 0     | 0     | 12       | 2        |
| Karrier összesen   | Karrier összesen | 126       | 25        | 14    | 6    | 23         | 4          | 1     | 1     | 164      | 36       |

## Sikerei, díjai
- RSC Anderlecht 
  - Belga bajnok: 2012-13, 2013-14, 2016-17
  - Belga szuperkupa: 2012, 2013, 2017

- Red Bull Salzburg:
  - Osztrák Bundesliga: 2014–15
  - Osztrák kupa: 2015

## Külső hivatkozások
- Massimo Bruno adatlapja a Worldfootball oldalon (angolul)
- Massimo Bruno adatlapja a Soccerway oldalon (angolul)
- Massimo Bruno adatlapja a Transfermarkt oldalon (angolul)